# Edmund zu Schwarzenberg

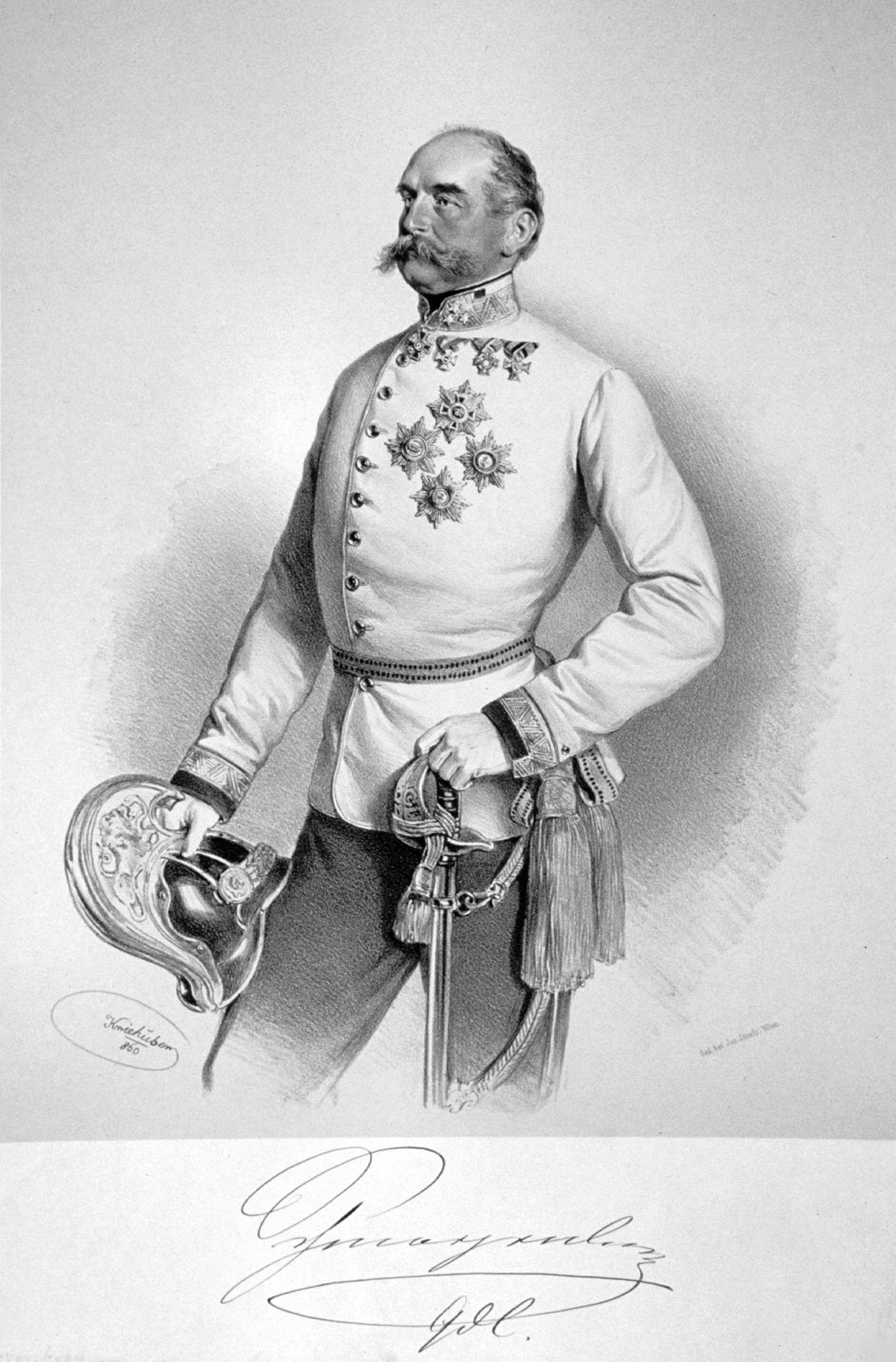
Edmund zu Schwarzenberg; Lithographie von Joseph Kriehuber, 1860

Edmund Leopold Friedrich Fürst zu Schwarzenberg (* 18. November 1803 in Wien; † 17. November 1873 auf Burg Worlik in Böhmen) war der letzte im 19. Jahrhundert ernannte österreichische Feldmarschall.

## Leben
Während seines Studiums der Philosophie wurde er 1820 wie sein Bruder Karl Philipp Borromäus zu Schwarzenberg Mitglied der Alten Leipziger Burschenschaft. Der jüngste Sohn des Siegers von Leipzig 1813, des Feldmarschalls Karl Fürst Schwarzenberg, trat 1821 als Kadett in die k.k. Armee ein und durchlief in rascher Folge die Ober- und Stabsoffizierslaufbahn. 1836 wurde er Oberst und Kommandant des Kürassierregiments Nr. 4 und 1844 als Generalmajor dem Hofkriegsrat zugeteilt. Das Revolutionsjahr 1848 sah ihn als Brigadekommandant unter dem Kommando Radetzkys in Italien, wo er sich bei etlichen Gefechten auszeichnen konnte. Im Kampf um Mailand erwarb er sich bei Vigentin am 4. August 1848 den Maria Theresia-Orden.
Kurz darauf wurde er auf den Kriegsschauplatz in Ungarn versetzt, wo er den Feldzug im Winter 1848/49 mitmachte. Am 26. Februar 1849 rückte das II. Korps (FML Graf Wrbna) von Gyöngyös gegen Kápolna vor, während Schwarzenberg mit seinen Truppen von Arokszállás gegen Kaál vorging, wobei sich die Schlacht bei Kápolna entwickelte. Ein ungarischer Reiterangriff wurde vom Fürsten mit Civalart-Uhlanen und Kreß-Chevauxlegers zurückgeworfen. Am folgenden Tag wurde das Dorf Kaál im Sturme genommen und die besiegten Ungarn bis zum Abend verfolgt. 
Auch im Kriegsjahr 1859 war Schwarzenberg, nun als Kommandant des 3. Armeekorps, in Italien eingesetzt. Am 24. Juni nahm er an der Schlacht bei Solferino teil. Nachdem er in den folgenden Friedensmonaten noch kurze Zeit das Kommando des 2. Korps innehatte und damit kommandierender General in Nieder- und Oberösterreich, Salzburg und Steiermark war, wurde er Ende 1860 „aus Gesundheitsgründen“ vom weiteren Dienst enthoben.
Anlässlich der Enthüllung des Denkmals seines Vaters auf dem Schwarzenbergplatz in Wien am 18. Oktober 1867 wurde er zum Feldmarschall befördert. Er war damit der letzte Offizier der k.u.k. Armee, der im 19. Jahrhundert diesen Rang erhielt.